# Trnica
Trnica (makedonsky: Трница, albánsky: Tërnicë) je historická vesnice v Severní Makedonii. Nachází se v opštině Mavrovo a Rostuša v Položském regionu.

## Geografie
Trnica leží u silnice spojující města Mavrovo a Debar, na levém břehu Mavrovské řeky. Leží na strmém úpatí hory Bistra. Z vesnice vede silnice do vesnic Beličica a Volkovija. Leží v nadmořské výšce 1020 metrů.
Bývalá obec spadá pod správu vesnice Volkovija.
Tato lokalita je známá také díky výrobě stejnojmenného sýru, který se vyráběl v družstvu Gabrovo, které se nacházelo 18 km od Trnice. Výroba byla po rozpadu Jugoslávie obnovena a sýr se vyrábí pod názvem Korab Trnica (makedonsky Кораб Трница).

## Historie

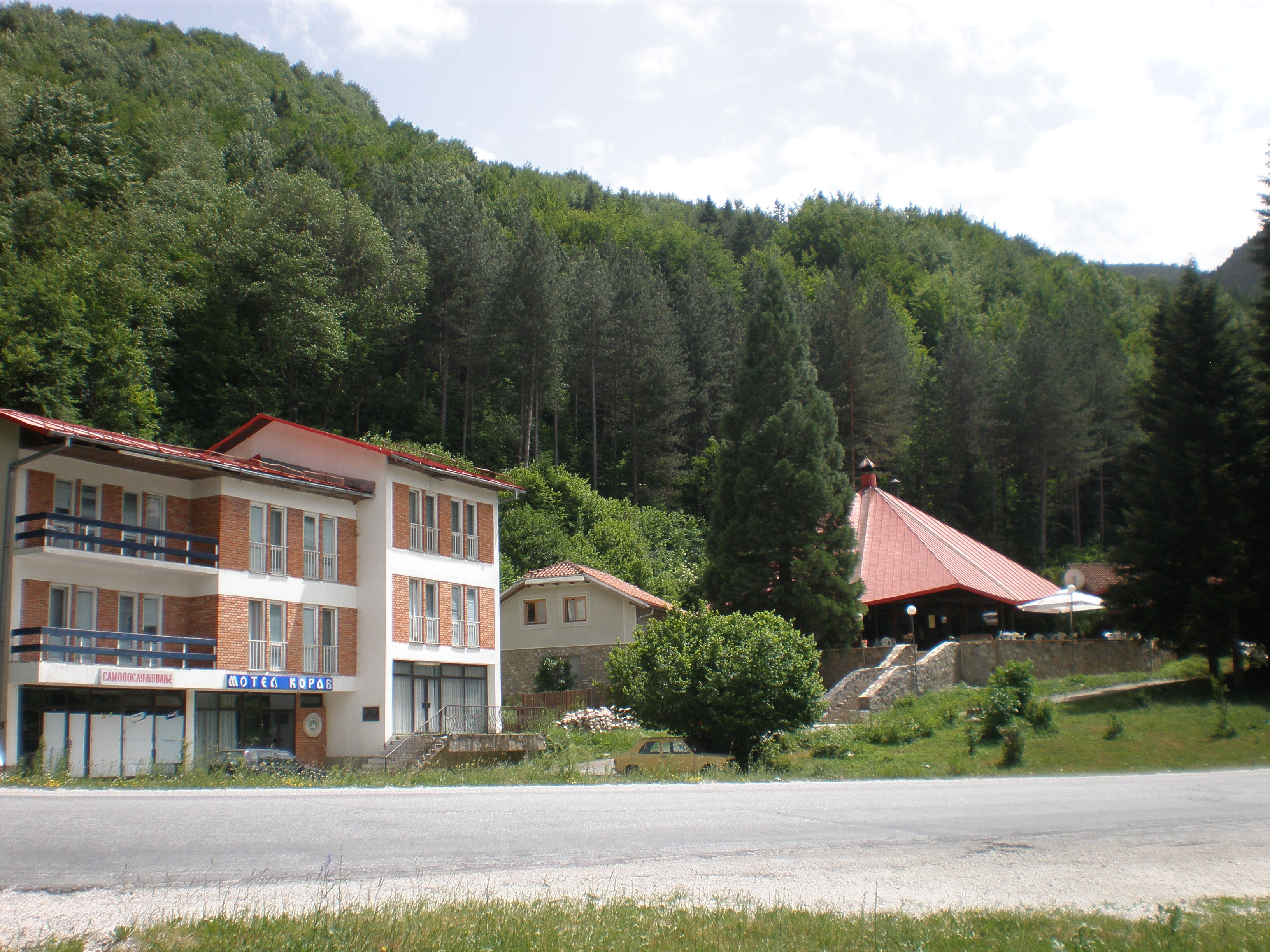
Motel u Trnice

Vesnici založili přistěhovalí albánští pastevci koz. Dříve se v okolí vesnice nacházel klášter, jehož pozůstatky jsou patrné i dnes.
Trnica byla místem, které obývali výhradně Albánci, kteří často páchali zvěrstva na projíždějících obchodnících a přepadávali auta projíždějící z Mavrova do Debaru. Kvůli kriminalitě se obyvatelé přilehlých vesnic Volkovija a Beličica rozhodli místní obyvatele vyhnat.
Během srbské okupace Makedonie v roce 1913 zde sídlilo srbské četnictvo, které si zde postavilo domy.
Během Balkánské války v letech 1912-1918 byla vesnice kompletně zničena.
Po druhé světové válce byl na místě postaven motel a pomník všem padlým vojákům a hrdinům, kteří usilovali o nezávislost Makedonie v této oblasti.

## Demografie
Podle tureckého sčítání lidu z roku 1873 zde stálo 30 domácností a žilo zde 94 obyvatel albánské národnosti.
Podle záznamů Vasila Kančova z roku 1900 zde žilo 240 albánských muslimů.